# Petite mer d'Aral
Pour un article plus général, voir Mer d'Aral.
La petite mer d'Aral ou mer d'Aral septentrionale (en kazakh : Солтүстік Арал теңізі, en russe : Северное Аральское море) désigne la partie nord de l'ancienne mer d'Aral dont le niveau d'eau remonte à la suite de la construction en 2005 du barrage de Kokaral.

## Histoire
Face à la catastrophe écologique de la mer d'Aral, le gouvernement kazakh, avec l'aide de la Banque mondiale, décida de construire le barrage de Kokaral afin de tenter de sauver la petite mer d'Aral, l'ancienne partie nord de la mer d'Aral.
En 2009, le niveau de la petite mer était remonté de six mètres conformément aux espérances.
Grâce à l'apport de son principal cours d'eau, le Syr Daria, la salinité de la petite mer septentrionale a fortement diminué, permettant à nouveau son exploitation (transport, pêche).

## Projets

### Rehausse du barrage
Le barrage de Kokaral pourrait être rehaussé de plusieurs mètres, ce qui redonnerait à ce lac, son niveau d'avant 1970. Actuellement (2024), le niveau est au plus haut et il ne peut pas contenir plus, de plus il serait en mauvais état.

### Émissaire, à l'ouest baie de Shevchenko

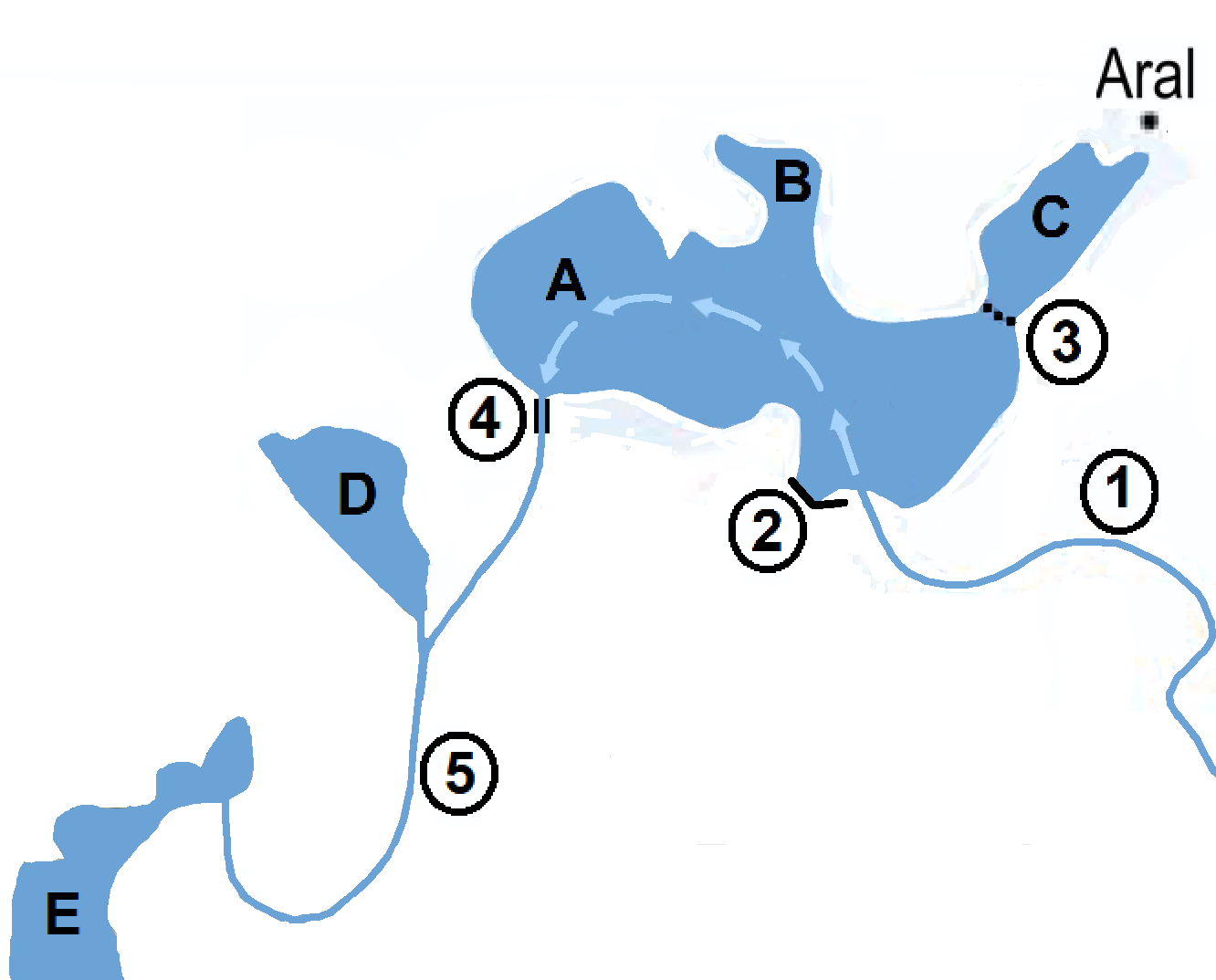
Petite mer d'Aral avec son émissaire à l'ouest
1= Syr-Daria
2= Surélévation du barrage de Kokaral
3= Contrôle de la baie Saryshyganak
4= Contrôle de sortie de la baie Shevchenko
5= Émissaire de la petite mer d'Aral vers le bassin ouest
A= Baie Shevchenko
B= Baie Butakov
C= Baie Saryshyganak
D= Lac de Barsakelmes
E= Bassin ouest de la mer d'Aral

Un déversoir dans la baie de Shevchenko, dans l'ancien détroit d'Auzykokaral, à l'ouest de l'ancienne île de Kokaral, permettrait d'utiliser l'eau disponible vers les autres vestiges de la mer d'Aral, le lac de Barsakelmes et le bassin ouest, en évitant que cette eau ne se perde dans le désert de sable qu'est devenu la partie est de l'ancienne mer, comme c'est le cas actuellement.

### Réhabilitation de la baie Saryshyganak

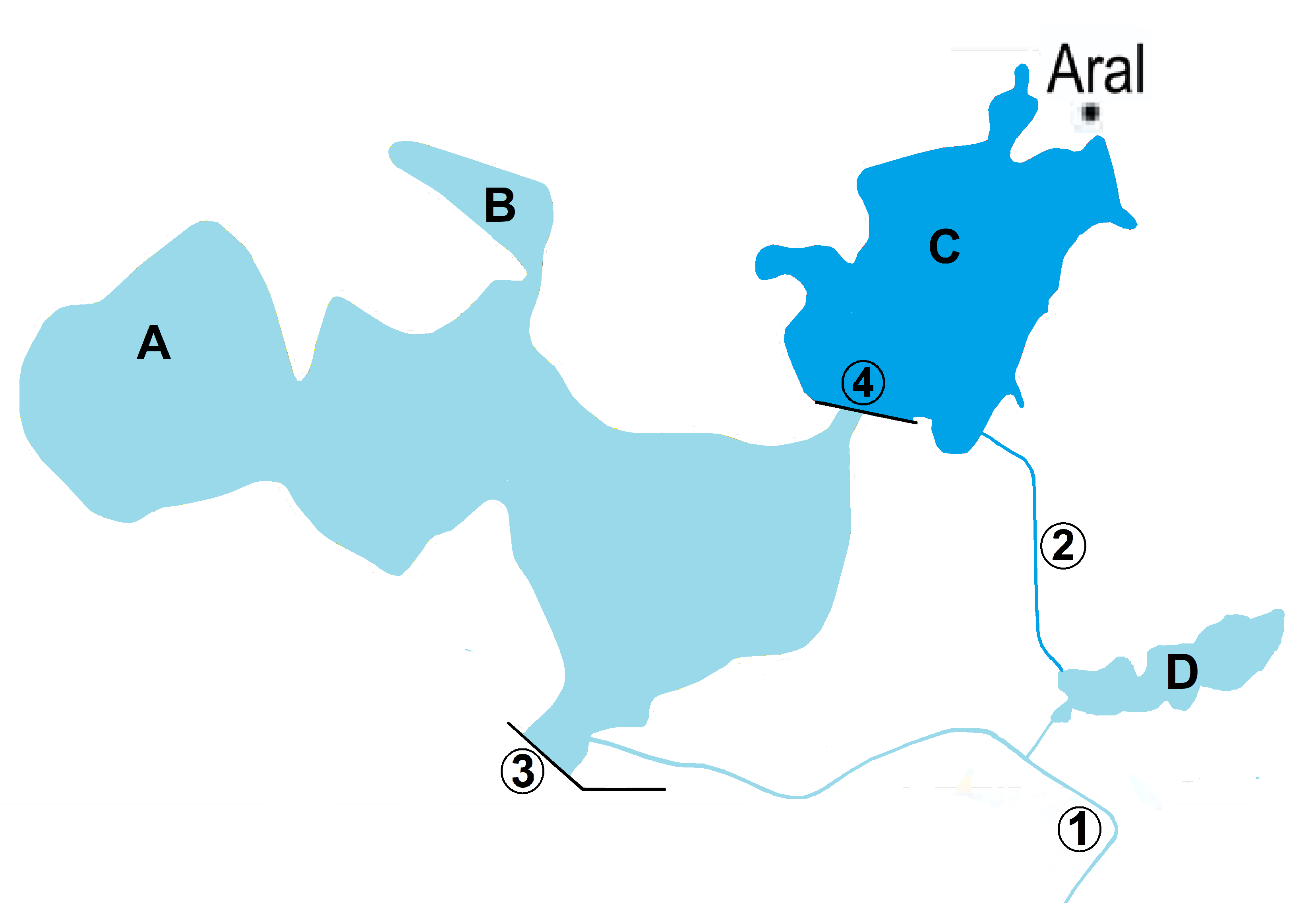
Sauvegarde de la Baie de Saryshyganak (option Kamyslybas)
1= Syr Daria
2= Canal d'alimentation du bassin Saryshyganak
3=Barrage de Kokaral existant
4= Barrage haut
A= Baie Shevchenko
B= Baie Butakov
C= Baie Saryshyganak
D= lac Kamyslybas

Un autre projet serait la construction d'un deuxième barrage plus au nord, à mi-chemin entre Kokaral et Aralsk, cette ville retrouverait ainsi son espace maritime. Le lac serait alors en deux parties, seul le niveau supérieur, correspondant à la baie de Saryshyganak, retrouverait le niveau d'avant 1970 et serait alimenté par un canal entre le Syr-Darya et le haut barrage. Et là plusieurs options sont possibles, un canal d'une cinquantaine de km, allant directement du Syr Daria vers la baie Saryhyganak ou un canal allant du lac Kamyslybas, déjà connecté au Syr Daria, vers cette baie. L'avantage de la dernière option est qu'il faudrait creuser un canal plus court, la configuration naturelle du terrain dans la partie nord ne nécessiterait pas de creuser. L'inconvénient est la salinité actuelle de ce lac. Il existe aussi d'autres options comme la création d'un canal allant chercher de l'eau plus en amont pour éviter l'évaporation dans les régions arides.

## Faune et flore
Depuis la baisse de salinité, des espèces de poissons réapparaissent, chaînons principaux de la biodiversité locale.
La petite mer d'Aral, avec le delta du Syrdarya, est désignée site Ramsar depuis le 2 février 2012.

Animation d'images satellites montrant l'évolution de la petite mer d'Aral entre 2000 et 2011 avec le tracé originel du rivage de la mer d'Aral (trait noir).